# 버들로 (화성시)
버들로(Beodeul-ro)는 경기도 화성시 우정읍 조암삼거리에서 팔탄면 해창삼거리 잇는 도로이다.

## 주요 경유지
경기도
- 화성시 (우정읍 . 장안면)

## 노선
| 이름        | 접속 노선                                        | 소재지 | 소재지 | 비고 |
| ----------- | ------------------------------------------------ | ------ | ------ | ---- |
| 조암삼거리  | 국가지원지방도 제82호선 (3.1만세로) 기아자동차로 | 화성시 | 우정읍 |      |
| 마산 교차로 | 국도 제82호선 (포승향남로)                       | 화성시 | 우정읍 |      |
| 감재고개    |                                                  | 화성시 | 우정읍 |      |
| 화수사거리  | 국도 제77호선 (쌍봉로)                           | 화성시 | 우정읍 |      |
| 금의 교차로 | 국도 제82호선 (포승향남로)                       | 화성시 | 우정읍 |      |
| 주곡 교차로 | 장안공단로                                       | 화성시 | 장안면 |      |
| 조암 교차로 | 국도 제82호선 (포승향남로)                       | 화성시 | 장안면 |      |
| 서근육교    |                                                  | 화성시 | 장안면 |      |
| 서근 교차로 | 국도 제82호선 (포승향남로)                       | 화성시 | 장안면 |      |
| (이름없음)  | 온천로                                           | 화성시 | 장안면 |      |
| 해창삼거리  | 국가지원지방도 제82호선 (3.1만세로)              | 화성시 | 장안면 |      |

## 주요 시설및 건물
- GS25 화성한진점 (버들로 110/조암리 533)
- 우정초등학교 (버들로 136/조암리 619)
- 경동택배 화성장안 금의571 영업소 (버들로 976/금의리 571-54)
- 세븐일레븐 화성금의점 (버들로 982/금의리 571-59)
- GS25 우정버들로점 (버들로 1027/주곡리 40-38)
- 세븐일레븐 화성조암IC점 (버들로 1068/석포리 131-1)
- 미니스톱 조암IC점 (버들로 1073/석포리 138-14)
- 화성장안초등학교 석포분교 (버들로 1201-9/석포리 404)
- SK에너지 SK서근주우소 (버들로 1231/서근리
- HD현대오일뱅크 석포주유소 (버들로 1244/석포리 330-1)
- 농협 조암농협 석포지점 (버들로 1248/석포리 318-11)
- 현대모비스 그린상사 (버들로 1317/서근리 178-13)
- 현대자동차 블루핸즈 팔탄상용현대서비스 (버들로 1317/서근리 178-13)
- GS칼텍스 그린주유소 (버들로 1315/서근리 178-26)
- 세븐일레븐 화성버들로점 (버들로 1375/서근리 229-3)
- HD현대오일뱅크 덕성주유소 (버들로 1509/월문리 106-6)
- 화성월문초등학교 (버들로 1537/월문리 192)
- CU 화성월문점 (버들로 1582/월문리 235)
- GS25 월문온천점 (버들로 1600/월문리 245-3)